# Arco (arquitectura)

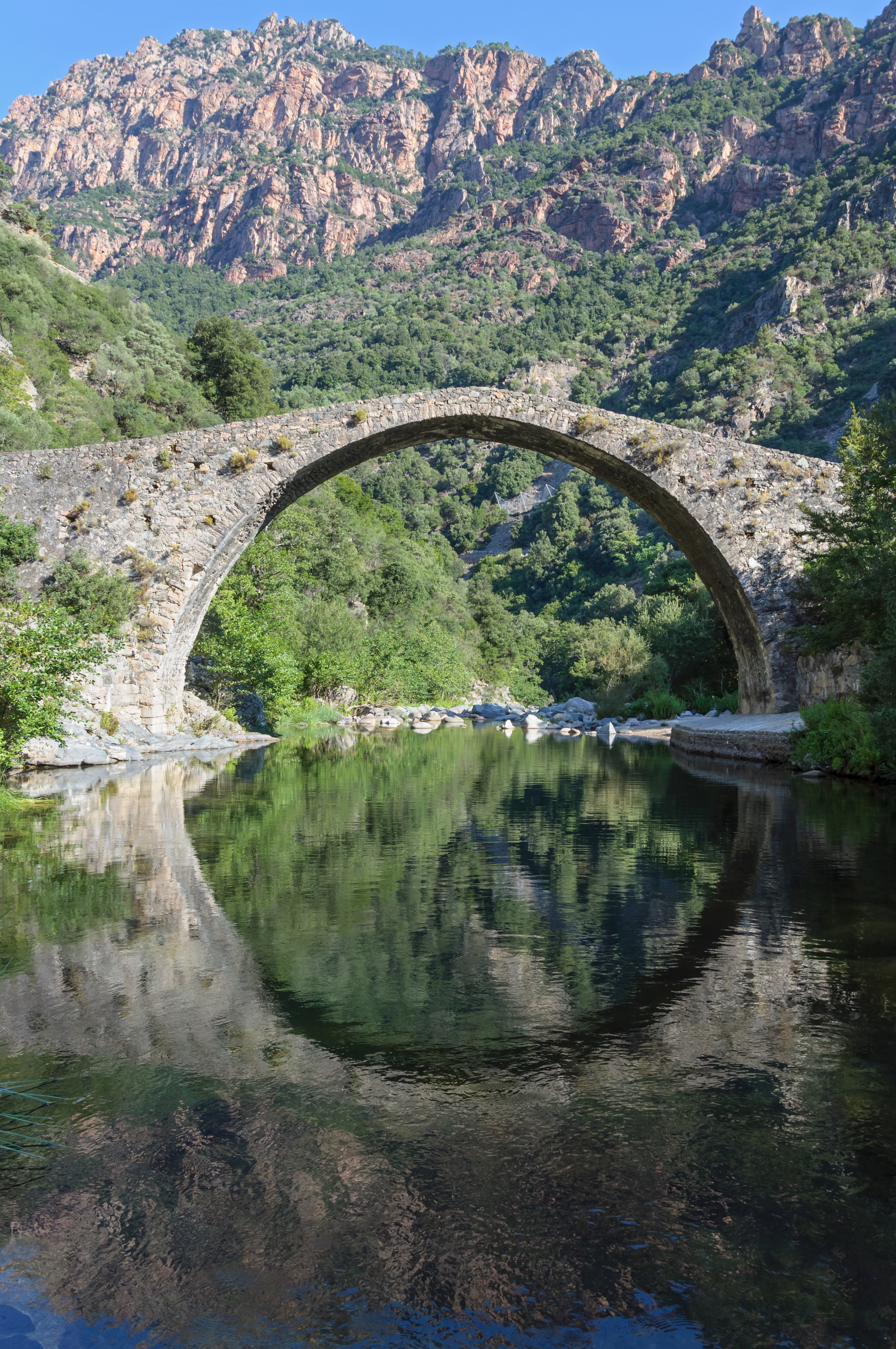
Arco de un puente, Córcega.

Esquema de un arco
1.Clave 2.Dovela 3.Trasdós 4.Imposta 5.Intradós 6.Flecha 7.Luz, Vano 8.Contrafuerte.

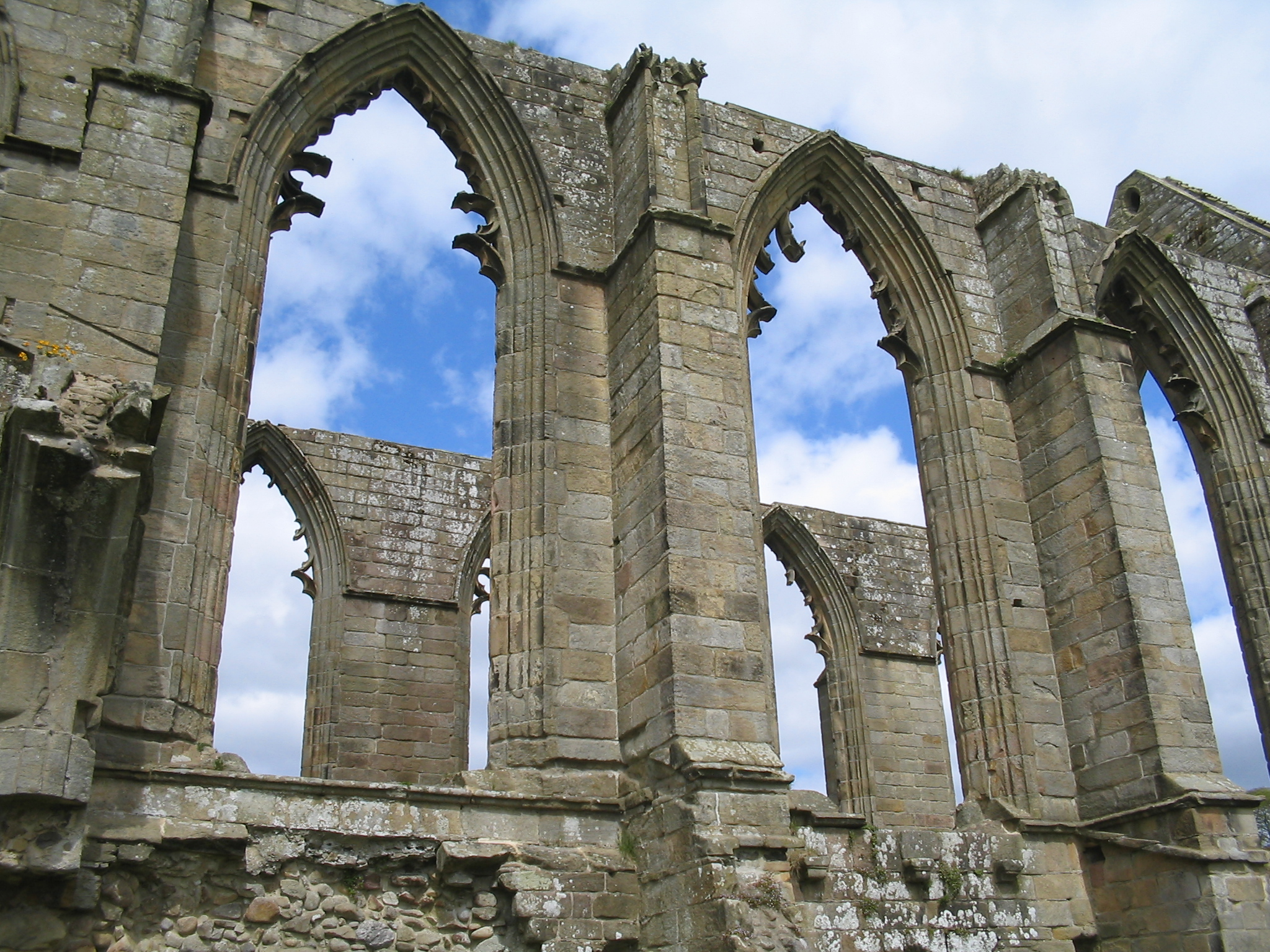
Arcos ojivales en las ruinas de la abadía de Bolton en el condado de North Yorkshire, Inglaterra.

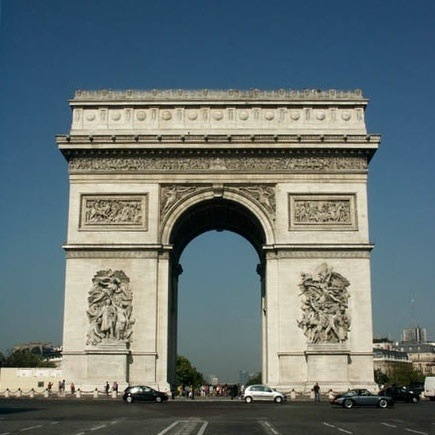
El Arco de Triunfo de París.

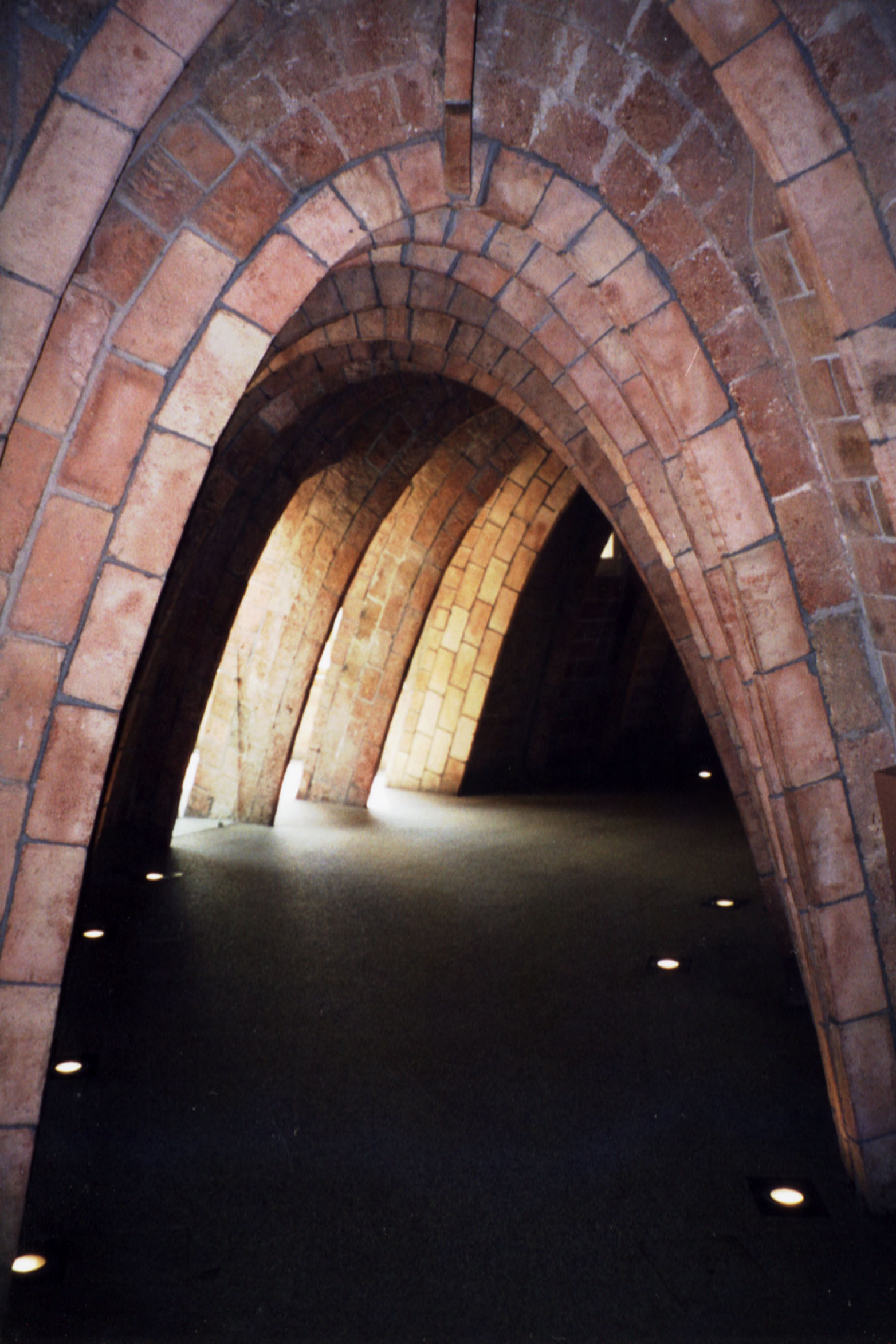
Arcos bajo la cubierta de la Casa Milá (o La Pedrera) en Barcelona, España. Diseño de Antonio Gaudí.

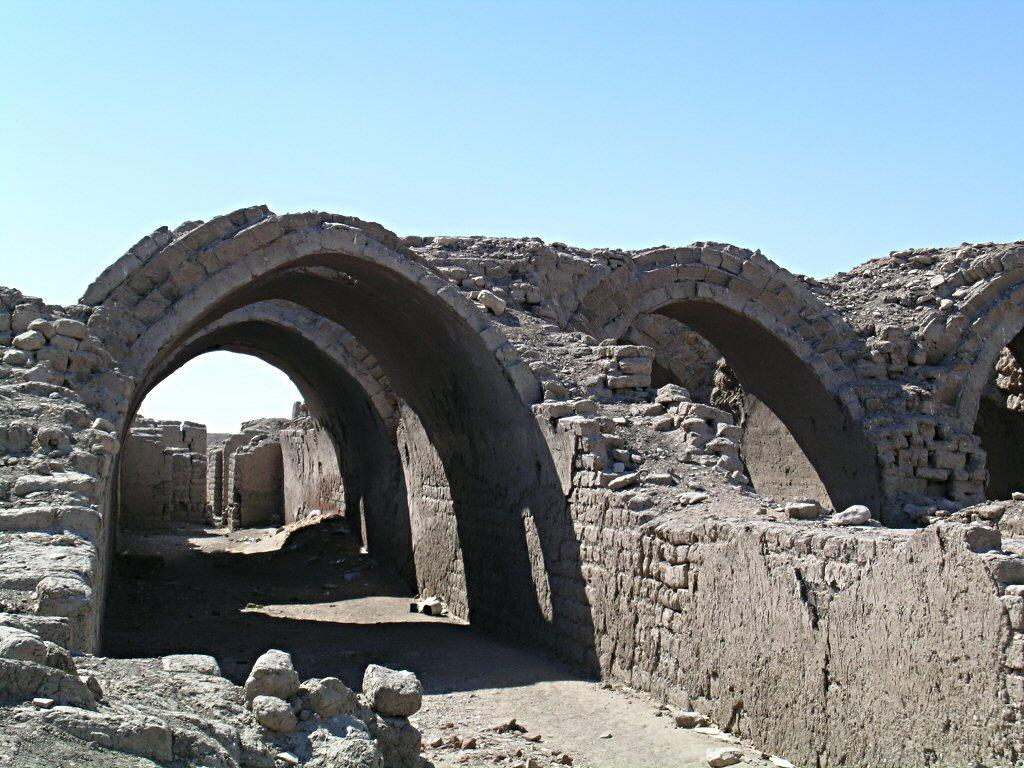
En el Antiguo Egipto, los almacenes del Ramesseum fueron construidos con arcos de adobe.

Arco, del latín arcus, derivado del indoeuropeo arkw, es el elemento constructivo de directriz en forma curvada o poligonal, que salva el espacio abierto entre dos pilares o muros transmitiendo toda la carga que soporta a los apoyos, mediante una fuerza oblicua que se denomina empuje.
En arquitectura siempre se ha presentado el problema de salvar los vanos entre dos apoyos; antes de la invención del hormigón armado y de las vigas de acero, el modo más sencillo de hacerlo era mediante una sola pieza, dintel, que podía ser de madera o de piedra y, cuando no había piezas del tamaño requerido, mediante varias piezas pequeñas, trabadas de modo que puedan resistir las cargas que gravitan sobre el vano. 
Funcionalmente un arco se realiza en el lienzo de un muro como coronación de una abertura o vano. Tradicionalmente un arco está compuesto por piezas, hechas de piedra tallada, ladrillo o adobe. Denominadas dovelas que trabajan siempre a compresión y puede adoptar formas curvas diversas. Este tipo de elemento constructivo es muy útil cuando se desea salvar espacios relativamente grandes mediante el aparejo de piezas de reducidas dimensiones.
A pesar de ser un elemento sencillo, y que aparece de forma natural en la construcción de estructuras desde antiguo, su funcionamiento no fue estudiado científicamente hasta el primer tercio del siglo XIX. Con anterioridad, para su diseño se empleaban métodos empíricos geométricos que determinaban el grosor de los estribos, o de la resistencia necesaria de los firmes machones. Estos métodos constructivos carecían de fundamento científico y se basaban en la capacidad sobredimensionada de las estructuras de soporte, generalmente los estribos. o el uso de tirantes. El nacimiento de nuevos estudios a mediados del siglo XIX resolvió en gran medida la teoría del arco, de su trabajo, y de las causas de su desplome. El empleo de nuevos materiales constructivos, a comienzos del siglo XX, como era el hierro, el acero y el hormigón armado permitió igualmente la construcción de arcos continuos de gran tamaño, recayendo su construcción más en el área de la ingeniería que en el de la arquitectura.

## Características
Estructuralmente, un arco con dovelas funciona como un conjunto de elementos que transmiten las cargas, ya sean propias o provenientes de otros elementos, hasta los muros o pilares que lo soportan. De esta forma el arco es un sistema en equilibrio. Por su propia morfología las dovelas están sometidas a esfuerzos de compresión, fundamentalmente, pero transmiten empujes horizontales en los puntos de apoyo, hacia el exterior, de forma que tiende a provocar la separación de estos. Para contrarrestar estas acciones se suelen adosar otros arcos, para equilibrarlos, muros de suficiente masa en los extremos, o un sistema de arriostramiento mediante contrafuertes o arbotantes (dando lugar a los arcos apuntados y a la bóvedas de crucería). Algunas veces se utilizan tirantes metálicos, o en algunas ocasiones de madera, para sujetar las dovelas inferiores.
Un arco desde el punto de vista del análisis estructural es en definitiva una estructura hiperestática (o estáticamente indeterminada) de tercer grado. Por esta razón tres articulaciones harían de un arco una estructura estáticamente determinada (isoestática). Esta idea permite averiguar el valor de la carga de rotura, o desplome de un arco.
A partir de la estructura de un arco se deducen otros elementos constructivos habituales en la arquitectura como lo son: las bóvedas y las cúpulas. Una bóveda se genera mediante superposición de arcos iguales, adecuadamente trabados, para obtener finalmente un elemento constructivo "superficial"; si los arcos son de medio punto la superficie será semicilíndrica. Una cúpula se puede construir mediante la conjunción de arcos iguales que se apoyan en una circunferencia; si los arcos son de medio punto la superficie será semiesférica.

### Fábrica
Por regla general se han empleado materiales que resisten bien a la compresión y poco a la tracción. Tales materiales son: la piedra tallada en bloques (denominado: arco pétreo), adobe y ladrillo. La forma más natural de salvar grandes vanos es mediante el empleo de arcos. Si la forma del arco es la correcta, todas las dovelas trabajan a compresión. Las estructuras en arco elaboradas con aparejo de fábrica constituyen una parte fundamental del patrimonio arquitectónico del pasado. Su empleo milenario en la construcción de arcos ha sido dominante hasta que hiciera en la segunda mitad del siglo XIX aparición el hierro como alternativa constructiva viable.
En los arcos de piedra, las dovelas tienen la forma de un sólido denominado cuña truncada. Estas dovelas en muchos casos forman parte del aparejo del muro colindante. Algunos autores crearon escuela escribiendo sobre la construcción de arcos, como el arquitecto italiano León Baptista Alberti, que aconseja que las dovelas sean de gran tamaño y muy similares entre sí. La clave debe ser la piedra más pesada de todas. Formando las juntas entre dovelas un plano perpendicular a la línea curva del intradós. Las piedras suelen tener una muy elevada resistencia a la compresión, además de una baja compresibilidad. Es por esta razón por la que se emplea desde antiguo la piedra como elemento de fábrica en la construcción de arcos. Dichas dovelas pétreas se trababan en algunos casos con un mortero que proporciona una adherencia extra entre los elementos de la fábrica. La resistencia a la compresión de los ladrillos es, por regla general, inferior al de las piedras.

### Teoría del arco
En un arco, las fuerzas de compresión verticales (el peso propio y sobrecargas), se transmiten como fuerzas laterales; por esto, deben construirse los arcos junto a algún elemento que haga de estribo, tal y como un muros de contención. Las dovelas del arco, por su forma, transmiten las fuerzas verticales convirtiéndolas en dos componentes: uno horizontal y otro vertical. Calcular el empuje de un arco, y poder decidir qué dimensión deberá tener el estribo, para que el arco sea estable, es una de los problemas fundamentales constructivos. Algunos lo han definido el "enigma de la arquitectura".
No toda estructura curva es un arco, un ejemplo puede ser el pescante, un voladizo curvo o una simple viga curva empotrada (ménsula): todas ellas son falsos arcos. Todas ellas siendo estructuras curvas o poligonales, no transmiten empuje horizontal y se consideran más bien una estructura iso-estática. En la mayoría de los casos un arco de fábrica es una estructura hiperestática de tercer grado. La comprensión de este fenómeno hizo que se pudiera comprender los mecanismos de desplome, así como la determinación de las cargas límite que debe soportar un arco.
La definición de una línea de empujes en el interior de la estructura del arco ha sido desde mediados del siglo XIX la teoría más habitual en los tratados de construcción. Sin embargo, dada la laboriosidad de este procedimiento matemático se solía realizar el cálculo de la línea de empujes mediante el empleo de métodos gráficos o, mediante modelos realizados a pequeña escala. En la actualidad se aplica en la determinación de los elementos de un arco el denominado método de los estados límites.

## Construcción

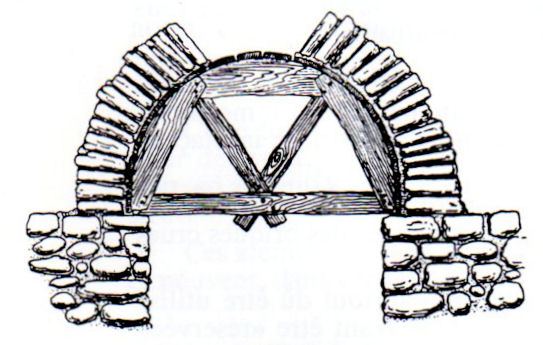
Cimbra de madera.

Desde la antigüedad se elaboraban los arcos auxiliándose de cimbras: una estructura auxiliar de madera que ofrece el soporte inicial de las dovelas antes de la colocación de la clave. Dicho soporte o armadura tiene forma de celosía y tiene como misión soportar el peso de los elementos del arco hasta que se encaja la clave. La colocación de la dovela central que cierra el arco (denominada clave) genera el encaje solidario de las dovelas. Por regla general este último elemento del arco se suele encajar entre las contra-dovelas del arco a martillazos (generalmente con un martillo de madera) cerrando la estructura por completo.
Una vez encajada esta última piedra se procede al descimbrado, es decir al desmontaje de la estructura auxiliar de madera. Justo en ese instante el arco, ya liberado de su cimbra, entra en carga. Las cimbras se elaboraban de madera y su empleo, por regla general encarecía la construcción de arcos. Gran parte del estudio de elaboración de arcos, consistía en poder hacerlos con cimbras sencillas. Al ser retiradas las cimbras de madera, las dovelas del arco empiezan a entrar en compresión unas con otras. Es por esta razón por la que el descimbrado se realizaba con sumo cuidado, y en un orden preciso. De esta forma no se sometía al arco a tensiones añadidas o descentradas. Existe en la literatura ejemplos de desplome de arcos en el proceso de descimbrado.

### Desplome y fisuras
Un arco se derrumba cuando las dovelas que lo sostienen, pasan de ser una estructura en equilibrio, a ser un mecanismo. El ingeniero francés Philippe de la Hire es el primero en analizar como se fisura un arco. El proceso de descimbrado genera necesariamente fisuras en la estructura de un arco, debido al descenso de la clave y al asentamiento de las partes del mismo. La fábrica tiende a 'bajar' tras el descimbrado, esta operación hace que aparezcan grietas en el interior de la clave y en los tercios del extradós (riñones). Estas fisuras de acomodamiento de las dovelas son muy naturales, y dan lugar a una situación de equilibrio distinta de la calculada inicialmente. Por regla general el desplome de la estructura se produce por un inadecuado cálculo de los estribos que deben soportar al arco que, por débil, acaba produciendo su desencastramiento.
Dentro del análisis plástico de las estructuras con forma de arco, para el análisis de desplomes se parte de tres hipótesis básicas. En primer lugar se supone que la resistencia a la compresión es infinita, lo que supone entender que realmente el material del arco es capaz de soportar cualquier carga sin que se desmorone. Por el contrario, la segunda hipótesis es que el material posea una resistencia a la tracción nula. Y tercero que el desplome por deslizamiento de las dovelas sea imposible, lo que supone que la resistencia o adhesión entre ellas es suficiente como para mantener la estructura del arco en su forma inicialmente diseñada. A partir de estas tres hipótesis se formula en una serie de principios acerca de la estabilidad y desplome de los arcos. El primero de ellos se enuncia de la siguiente forma:

El derrumbe de un arco cargado no se producirá, si en cada estado sucesivo de carga que atraviesa la estructura es posible encontrar un estado de equilibrio estáticamente admisible.

En la teoría del derrumbe de arcos se puede decir que es un arco seguro cuando existe una línea de empujes estáticamente admisible en su interior. La expresión: estáticamente admisible, viene a indicar que la estructura de carga es acorde con las leyes de la estática. Este principio nace de la observación de arcos agrietados que perduraron durante siglos con una configuración de equilibrio, diferente a la diseñada inicialmente. Dentro de la misma línea se tiene un segundo principio del derrumbe de un arco:

El derrumbe de un arco se producirá si puede encontrarse una configuración de colapso cinemáticamente admisible.

Una configuarción de derrumbe es una estructura en la que surge un cierto número de rótulas (o articulaciones). Es decir, un arco se desploma cuando aparecen en él tantas grietas que acaba convirtiéndose en un mecanismo (cinemático o con movimiento). La aparición de grietas causa que el arco se encuentre en equilibrio inestable. Este principio hizo que se estudiase con detalle la aparición de grietas, así como su relación con el principio de los trabajos virtuales.

## Historia
El arco se popularizó en la época romana y se extendió principalmente con la influencia europea, aunque ya era conocido y ocasionalmente utilizado desde antes. Muchas arquitecturas antiguas evitaron el uso de arcos, incluidas las vikingas e hindúes.
El arco posee en la historia de la construcción un periodo de seis mil años. Aparece por primera vez en la arquitectura de Mesopotamia y se transmite a Europa, mediante su uso en el Imperio romano, hasta alcanzar su máximo esplendor en el siglo XVI. Esto se produce debido a la intuición básica de los constructores medievales, que sin conocer la teoría del arco, construyen catedrales y puentes que permanecen edificados hasta hoy en día. La historia se puede decir que pasa por tres etapas, una primera en la que se elaboran arcos siguiendo la intuición y experiencia de los constructores, otra en la que se abstaren propiedades empíricas en modelos geométricos (algunos de ellos sin inspiración científica) y una tercera en la que los modernos modelos analíticos permiten saber cómo 'funciona un arco'.

### Periodo intuitivo
En la naturaleza aparecen arcos de forma natural, bien sean los que se forman espontáneamente en el paso de una montaña, que debido al desplome de piedras, se ordenan en disposición estable isoestática de un arco. O bien, en las cavidades del terreno, que por la erosión de diversos agentes (como son el viento y el agua), forman vanos en forma de arcos. Todos estos arcos espontáneos, formados en la naturaleza, quizás fueran la inspiración a los primeros hombres que colocaron piedras imitando la disposición curvada de los mismos. Los arcos tuvieron significados mágicos debido a su capacidad de sostenerse 'por ellos mismos', en algunas culturas los grandes arcos de los puentes se atribuían a la obra del diablo. El uso habitual de arcos en las construcciones que se emplean en algunas culturas, fue dejando los primeros pasos de un conocimiento empírico que se desarrollaría posteriormente en leyes geométricas. Muchos de los tratados de la antigüedad muestran este conocimiento sobre la construcción de arcos mediante el empleo de dibujos geométricos.

### Desarrollo empírico

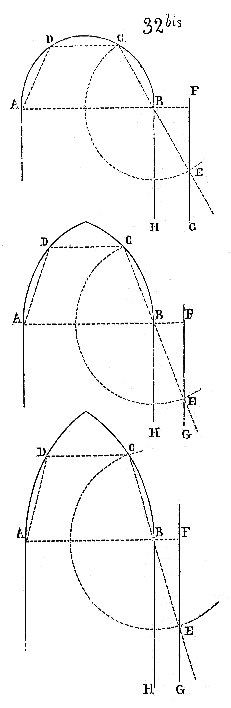
Cálculo del grosor del estribo por método geométrico insertando un hexágono en el hueco del arco. Este método permite ver como un arco apuntado posee un empuje lateral menor y por lo tanto un estribo de menor grosor.

El arco apareció en Mesopotamia, y en la cultura del valle del Indo. Se utilizó en el Antiguo Egipto, Asiria, Etruria y más adelante en la Roma Antigua. Los antiguos romanos aprendieron el arco semicircular de los etruscos (ambas culturas aparentemente adoptaron de forma independiente el diseño en el siglo IV a. C.), lo perfeccionaron y fueron los primeros constructores en Europa en aprovechar todo su potencial para los edificios sobre el suelo. Los romanos fueron los primeros constructores de Europa, y quizás los primeros del mundo, en apreciar plenamente las ventajas del arco, la bóveda y la cúpula. 
El arco se utilizaba en edificaciones auxiliares, estructuras subterráneas y de drenaje; fueron los romanos los primeros en usarlos en edificios monumentales, aunque se pensaba que los arquitectos romanos aprendieron su uso de los etruscos. El denominado arco romano es de forma semicircular y construido a partir de un número impar de dovelas, para que haya una dovela central o clave. Los romanos emplearon este tipo de arco semicircular en muchas de sus estructuras tradicionales, como acueductos, palacios y anfiteatros. Este arco de medio punto romano fue considerado por los arquitectos posteriores (hasta llegado el siglo XVIII) como el más estable de los arcos. Un ejemplo de construcción empírico, era la popular "regla del tercio" que en los arcos de medio punto bastaba con dimensionar un estribo con el grosor de la tercia parte de su hueco.
En la Edad Media, el uso del arco con dovelas de piedra alcanzó un elevado desarrollo técnico en la construcción de catedrales; todavía se usa hoy en día en algunas estructuras como en los puentes, aunque con variados materiales. En el siglo XII la arquitectura gótica comienza a emplear un tipo de arco apuntado que aprende de las experiencias anteriores: en las estructuras románicas observaron que los arcos de medio punto, no eran muy perfectos, puesto que algunos fallaban por los riñones (parte media de cada semiarco), de modo que buscaron un arco en que los riñones fueran menos salientes, de lo que resultó el arco apuntado. Las reglas para construir arcos se encuentran en la tradición verbal de las logias de canteros góticos. En muchos casos estas reglas eran complejas de entender y pocas de estas reglas han llegado directamente desde escritos a nuestros días. En algunos tratados se describe el tamaño de los estribos mediante trazados de hexágonos inscritos en el arco. Este método fue muy popular y daba resultados exitosos.
En España hubo teóricos que desarrollaron ideas acerca de su construcción en el siglo XVI, entre ellos destaca Rodrigo Gil de Hontañón y posteriormente Tomás Vicente Tosca. No obstante, el surgir del análisis de las estructuras abovedadas de fábrica se produce a finales del siglo XVII. Se puede afirmar que en la segunda mitad del siglo XVIII, la estabilidad del arco construido con fábrica estaba ya suficientemente resuelto a efectos prácticos y existían diversos métodos suficientemente desarrollados y tablas publicadas de uso relativamente sencillo. Fue el físico italiano Galileo Galilei uno de los primeros en averiguar que los fundamentos empíricos en el diseño de arcos podría tener una causa física, haciendo ver que la teoría del arco podría explicarse mediante las leyes de la estática.

### Teorías científicas
La atribución de ser el primero en determinar una teoría acerca de cómo funciona un arco, recae sobre Leonardo da Vinci, pero hasta 1670, no se formula el problema en términos científicos, por el físico Robert Hooke que menciona al final de uno de sus libros, en forma de anagrama, cómo se asemeja el arco a la catenaria invertida. El anagrama descifrado, rezaba en latín:

Ut pendet continuum flexile, sic stabit contiguum rigidum inversum

Robert Hooke menciona esta conclusión, justo tras haber colaborado con Christopher Wren en la realización de la Cúpula de la catedral de San Pablo. Se da cuenta de que un arco se sostiene si en su espesor hay contenida una catenaria invertida. De la misma forma años después el matemático Greqory proporciona una forma de dimensionar un estribo, demostrando que si en la catenaria las fuerzas empujan hacia el interior, en el arco de una catenaria invertida lo hacen hacia afuera. El matemático francés Philippe de la Hire realiza una aproximación distinta en su Traite de Mécanique intentando averiguar cuál es el peso apropiado de las dovelas con el objeto de mejorar la estabilidad del arco. Empleando por primera vez un polígono funicular en la descripción de un arco, con la hipótesis inicial de no existir resistencia entre las dovelas. Posteriormente en el año 1712 publica su memoria Sur la construction des voütes dans les edifices que influye a las generaciones posteriores de constructores europeos como en las tablas constructivas de arcos de puentes elaboradas por Perronet. Tablas populares en la construcción empíricas de puentes europeos hasta la mitad del siglo XIX. En el último cuarto del siglo XVIII, con la llegada de la revolución industrial aparecen algunos ejemplos de arcos continuos elaborados con hierro fundido. Uno de los primeros es un arco de puente construido en 1779, y denominado Iron Bridge que cruza el río Severn (Reino Unido) con treinta metros de luz. El hierro fundido abre paso al empleo posterior, ya en el siglo XIX, del hierro y con ello se aumenta considerablemente la luz de los puentes. Fue Poncelet uno de los primeros en comprobar que los arcos eran estructuras hiperestáticas (o redundantes) para cuya solución se requiere la solución de ecuaciones de compatibilidad y una ley que relacione las deformaciones con las tensiones.
El ingeniero Pierre Couplet siguiendo una hipótesis diferente que la de la Hire logra de forma analítica dar con un valor mínimo para el grosor de un arco. Por debajo de ese valor el arco colapsa. La descripción más empleada posteriormente acerca de la estabilidad de un arco la realiza Coulomb en el año 1773. En su trabajo muestra siete formas posibles de hacer colapso un arco. Entre 1830 y 1840 se desarrolla simultáneamente por diversos ingenieros investigadores la teoría de la línea de empujes. Uno de ellos es H. Moseley que describe la estabilidad de un arco. Resultados que fueron perfeccionados por Jules Carvallo, y Durand-Claye. Las investigaciones que se hacen con las nuevas teorías, comprobando la eficiencia de los antiguos métodos empíricos, muestran como a pesar de ser básicamente incorrectas los resultados constructivos fueran tan sorprendentemente buenos.
La aparición del hormigón y del hierro a comienzos del siglo XX hizo que la forma constructiva de los arcos dejase de basarse en la trabazón de piezas contiguas, para llegar a construir arcos continuos. Pronto se alcanzan los centenares de metros en la luz de los puentes, debido al uso de este material constructivo en los arcos, llegándose años después al millar de metros (como en el caso de los puentes atirantados). En este punto las teorías elaboradas sobre arcos necesitaban de nuevas investigaciones científicas. En esta línea trabajaron Kooharian (1952), y Heyman (1966). Los arcos continuos no poseen las propiedades mecánicas y estructurales de los viejos arcos de fábrica, su teoría era mucho más sencilla de tener en cuenta.

## Elementos y dimensiones en arcos de fábrica
Tradicionalmente se ha puesto denominación a ciertos elementos constituyentes de los arcos. En el caso de los arcos construidos con elementos de fábrica existen algunas denominaciones empleadas en la mayoría de los tratados de construcción.
|                       |
| Elementos de un arco. |

|                                                                                     |
| Arcada en forma de contrafuerte (arbotante) representada por Eugène Viollet-le-Duc. |

|                                                                                     |
| En ocasiones el arco se combina entre sí como un elemento constructivo de refuerzo. |

### Elementos
Hasta la aparición en el siglo XX de los arcos continuos los arcos estaban compuestos de diversos elementos. Algunos de ellos poseían denominaciones propias que se han ido comunicando en los diversos tratados de construcción. Los elementos principales que componen un arco de piedra son:
- Las dovelas, son las piezas en forma de cuña que componen el arco y se caracterizan por su disposición radial. Las dovelas de los extremos y que reciben el peso del arco, se llaman salmer (es la primera dovela del arranque). La parte interior de una dovela se llama intradós y el lomo que no se ve por estar dentro de la construcción, trasdós. El despiece de dovelas es la manera como están dispuestas las dovelas en relación con su centro. Cuando las dovelas siguen los radios de un mismo centro se llama arco radial aunque ese centro no siempre coincida con el centro del arco: es el arco visigótico. Cuando las dovelas se colocan horizontales hasta cierta altura se llama arco enjarjado: es el arco mozárabe.
- La clave (a veces denominada también como corona[30] o dovela central) es la dovela del centro, que cierra el arco. Es la última que se coloca en la cimbra, completando el proceso constructivo del arco. La clave suele ser la dovela de mayor tamaño, y para proporcionar estabilidad al arco es la más pesada. Las dos dovelas adyacentes a la clave se denominan contraclaves.
- La imposta (o arranque) es una moldura o saledizo sobre la cual se asienta un arco o una bóveda. A veces transcurre horizontalmente por la fachada o los muros del edificio, separando las diferentes plantas. Al conjunto de dovelas desde el arranque hasta la clave se le denomina riñón.
- La enjuta es la parte de fábrica que cubre el extradós del arco (es decir descansa sobre los riñones del arco); por regla general se denomina a la fábrica entre dos arcadas sucesivas.
- La rosca es faja de material de fábrica que, sola o con otras concéntricas, forma un arco o bóveda. Se considera rosca a la porción de material constructivo entre el intradós y extradós del arco.

### Dimensiones
En muchos casos, el diseño de arcos necesita de un conjunto de definiciones que permite describir las distancias relativas entre elementos. Además en la descripción de los arcos de piedra se usa la siguiente nomenclatura en la definición de ciertas partes de los arcos:
- Centro. Puede estar por encima o por debajo de la imposta. Puede haber más de un centro.
- Flecha. Altura del arco que se mide desde la línea en que arranca hasta la clave.
- Luz. Anchura de un arco. En algunas ocasiones se denomina también intercolumnio.
- Semiluz. Mitad de la anchura de un arco.
- Esbeltez. Relación entre la flecha y la luz. Se expresa generalmente como fracción (1/2, 1/4, etc.)
- Vértice. Punto más alto del arco.
- Línea de arranque. Punto de transición entre la jamba o imposta y el arco.

Durante el periodo histórico que va desde la Edad Media hasta finalizado el periodo de arquitectura gótica se han empleado estas dimensiones en los diseños de arcos. En muchos casos por mantener una proporción estética, en otros como una especie de regla empírica que permitía el diseño de los mismos, así como la transmisión del conocimiento en sucesivas generaciones de arquitectos.

## Tipos de arcos

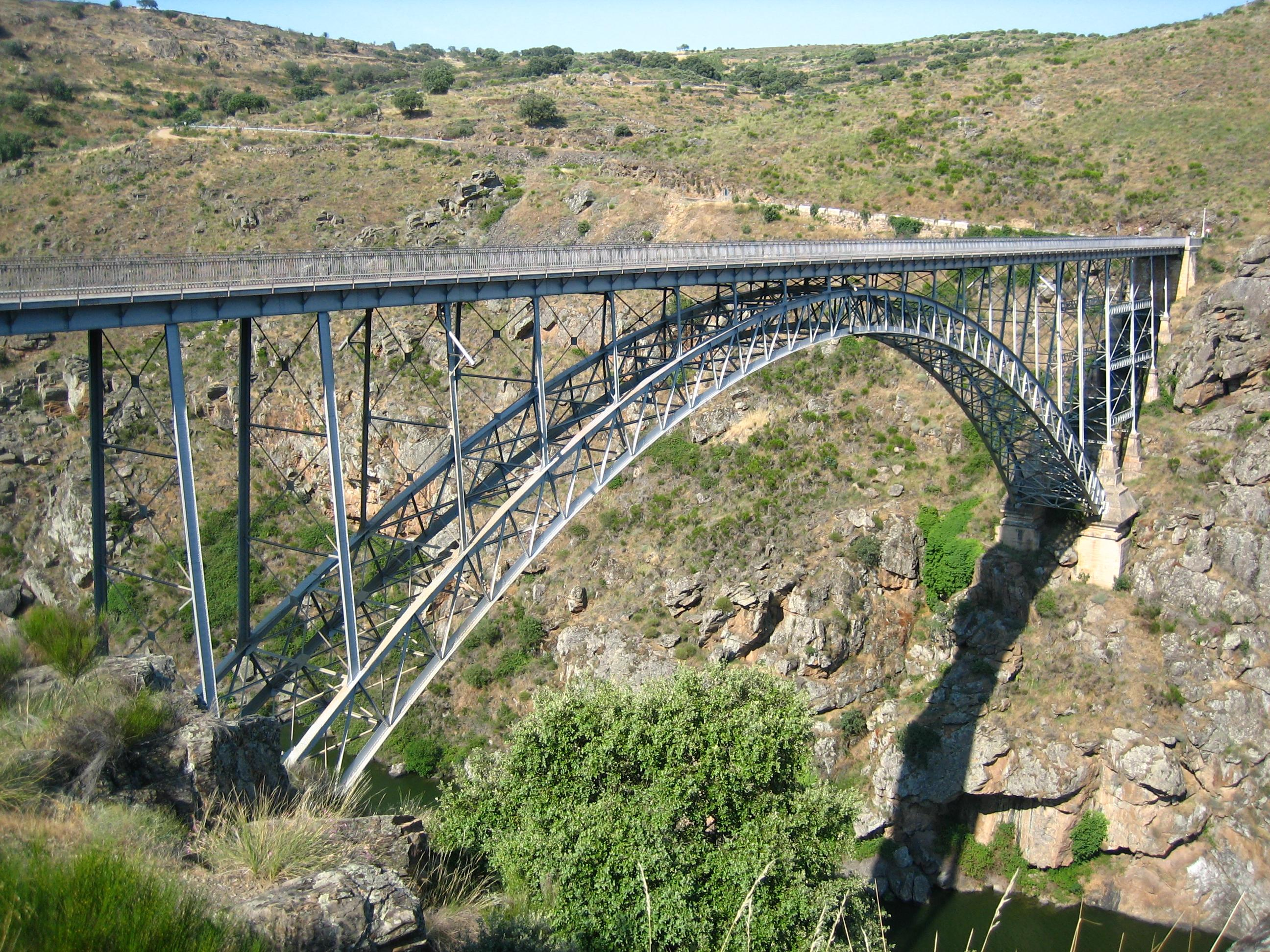
El puente de hierro soportado en un arco, Puente de Requejo - Zamora.

Dependiendo de la forma geométrica del intradós en el frente del arco, existe una numerosa cantidad de denominaciones de arcos. Cada estilo arquitectónico se ha caracterizado por un tipo propio de arco, cada época o cultura. Incluso por cada arquitecto. Cabe la posibilidad de que el primer arco fuese el arco de medio punto (semicircunferencia), y a partir de él se fuesen configurando los demás. Por ejemplo, aquellos arcos en los que la clave se encuentre por encima del arco de medio punto se denominan apuntados. Mientras en los que la clave se encuentre por debajo se denominan rebajados. Debido a la funcionalidad del arco a veces existen otras posibles clasificiaciones, arcos estructurales con capacidad tectónica en la edificación (como son los arcos botantes, los arcos ciegos), monumentales (como los arcos de triunfo), etc.

### Arcos conmemorativos
Los arcos conmemorativos son los monumentos erigidos para celebrar un acontecimiento de gran relevancia histórica, generalmente una importante victoria militar. De origen en la Antigua Roma, su empleo se ha perpetuado hasta la actualidad. Normalmente, son grandes monumentos pétreos prismáticos, conformados a modo de una gran puerta rematada en forma arqueada. La misión del arco en este caso es meramente ornamental, careciendo de significación. Este tipo de arcos se ubica por regla general a la entrada de ciudades importantes, o de capitales. En muchos casos hacen de puerta de acceso.

### Arcos continuos

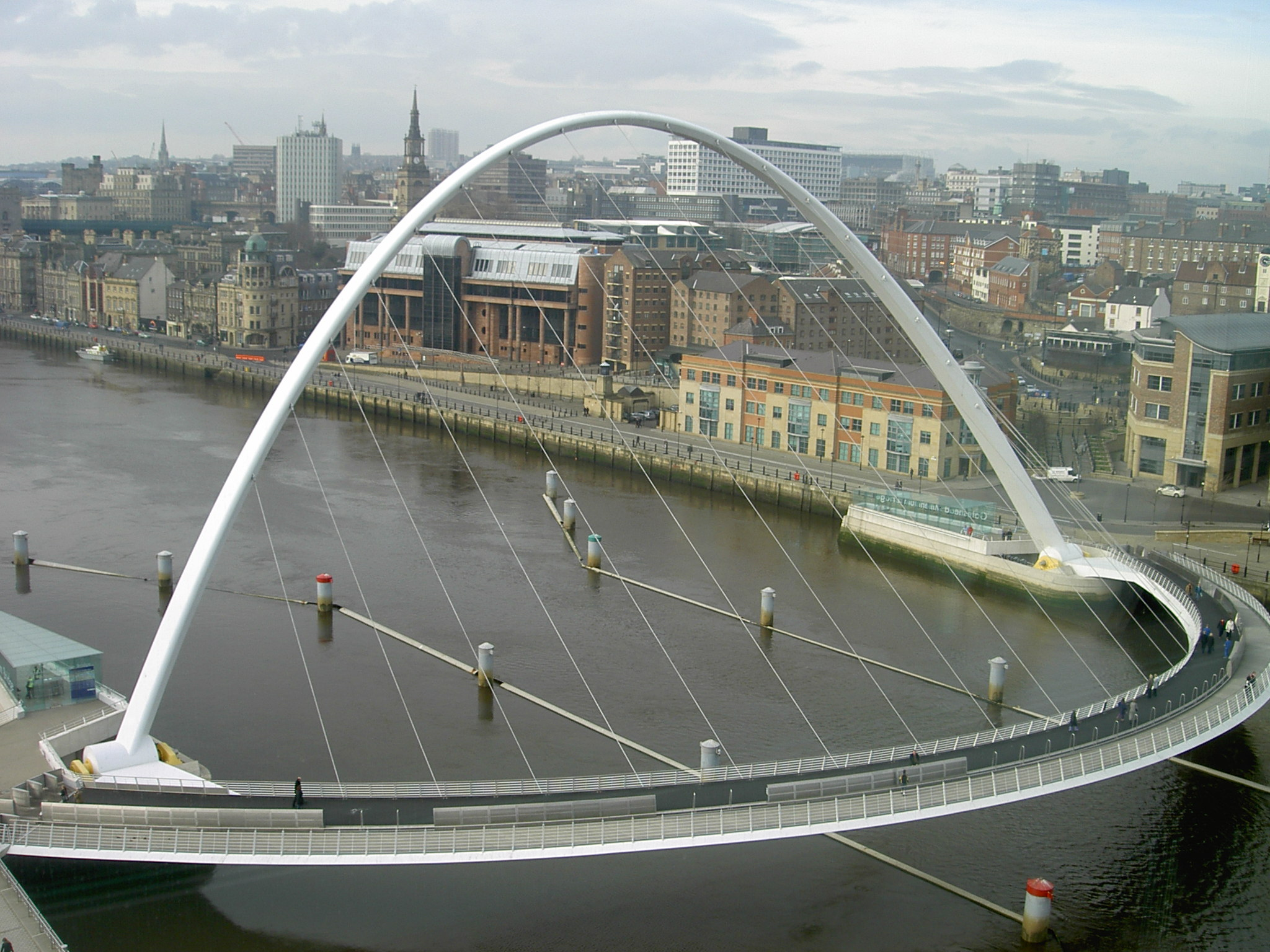
"Arco" portante del Puente del Milenio.

Los arcos metálicos se diseñan según principios totalmente diferentes a los arcos de piedra. Esto se debe a que los metales son materiales que pueden resistir adecuadamente tanto tracción como compresión a diferencia de las construcciones en piedra y otros materiales cerámicos que solo pueden resistir compresiones de importancia. La complejidad de conocimientos y técnicas constructivas han ido creciendo con el tiempo por lo que ha sido necesaria la especialización. De este modo, los arcos que se incluyen en grandes obras públicas, como los puentes, se consideran arcos de ingeniería e incluso en ciertas obras, tradicionalmente arquitectónicas, como en algunos estadios, la gran luz de los arcos, hace necesario aportar soluciones, tanto de arquitectura, como de ingeniería. Existen básicamente dos tipologías de arcos metálicos:
- Los arcos metálicos rígidos en celosía, formado básicamente por multitud de barras unidas en sus extremos que trabajan sometidas a esfuerzos axiales de tracción o compresión a lo largo del eje longitudinal de las barras.
- Los arcos metálicos flexibles, formado por una pieza prismática curva que trabaja predominantemente en flexión.

## Usos
El uso más tradicional de un arco ha sido, ya desde antiguo como una forma de salvar un vano o abertura en el paramento de un edificio. Debido a su particular capacidad para transformar los empujes verticales del peso del edificio, en componentes más 'horizontales', se ha empleado como soporte, al mismo tiempo que forma de apertura de muros. En muchos casos su existencia da lugar a una ventana, a una puerta o acceso en general. Tal es el caso de la función de los arcos como elementos de soporte en los contrafuertes de las catedrales. Su uso en la construcción de puentes (en los denominados arcos de puentes) ha sido fundamental. El empleo de conjuntos de arcos encadenados en una secuencia: pórticos.
Poco a poco con la aparición de nuevos materiales constructivos el arco fue reduciendo su uso exclusivo en ciertas obras de ingeniería civil. Los arcos en la actualidad se emplean en contadas ocasiones, muchos de los casos son elementos decorativos y ornamentales alejados de su función primordial. En algunos casos empleados como monumentos conmemorativos.